# Ludwig Heieck
Ludwig Heieck (* 19. März 1913 in Duisburg; † 10. April 1985) war ein deutscher Politiker (CDU).

## Leben
Heieck besuchte das Gymnasium und studierte im Anschluss Philosophie, Germanistik, Musikwissenschaft, Soziologie und Evangelische Theologie. Er legte beide theologischen Staatsprüfungen ab und wurde 1936 an der Universität Erlangen mit der Dissertation Das Verhältnis des Ästhetischen zum Mystischen, dargestellt an Heinrich Seuse zum Dr. phil. promoviert. Danach folgten Tätigkeiten im kirchlichen Dienst in Bochum und Thüringen. Von 1939 bis 1945 nahm er als Soldat am Zweiten Weltkrieg teil.
Nach dem Kriegsende trat Heieck den Schuldienst ein und arbeitete als Lehrer für evangelische Religion am Hohenstaufen-Gymnasium Göppingen, zuletzt als Oberstudienrat. 1959 übernahm er als Oberstudiendirektor die Leitung der Jugenddorf-Christophorus-Schule in Altensteig. Des Weiteren betätigte er sich in der Erwachsenenbildung. Er war Mitarbeiter an der Evangelischen Akademie Bad Boll, unterrichtete an der Volkshochschule Göppingen und hatte ab 1961 einen Lehrauftrag für Pädagogische Soziologie und Politische Pädagogik an der Pädagogischen Hochschule Ludwigsburg.
Heieck trat in die CDU ein und war von 1962 bis 1963 Vorsitzender des CDU-Kreisverbandes Calw. Von 1953 bis 1959 war er Stadtrat in Göppingen. Bei den Landtagswahlen 1956 und 1960 wurde er jeweils über das Zweitmandat im Wahlkreis 19 (Göppingen I) in den Landtag von Baden-Württemberg gewählt, dem er bis 1964 angehörte.
Ludwig Heieck war verheiratet und hatte vier Kinder.

## Ehrungen und Auszeichnungen
- 1983: Verdienstmedaille des Landes Baden-Württemberg
- 1984: Verdienstkreuz 1. Klasse der Bundesrepublik Deutschland